# بوباکار تراوالی
بوباکار تراوالی (زاده ۱۰ نوامبر ۱۹۹۴) یک بازیکن فوتبال اهل گامبیا است که در پست مهاجم بازی می‌کند.

## حرفه

### باشگاه
در ۱۲ ژانویه ۲۰۱۵، تراولی به تیم سوپرلیگ چین، هانگژو گرین تاون منتقل شد. سپس او تا پایان فصل به یانبیان چانگ بیشان، تیم اول لیگ چین قرض داده شد. در ۱۴ مارس ۲۰۱۵، تراولی اولین بازی خود را برای یانبیان در اولین دور فصل مقابل جیانگشی لیانشنگ انجام داد. او اولین گل خود را در چین در دقیقه ۵۲ به ثمر رساند که پیروزی ۱–۱ یانبیان را تضمین کرد. در ۲۳ مه ۲۰۱۵، او با حرکت انگشت به طرف حریف در مسابقه لیگ مقابل تیانجین سونگ جیانگ اخراج شد ، [۴]که منجر به محرومیت ۴ مسابقه و جریمه ۲۰۰۰۰ پوندی شد. تراوالی اولین هت تریک خود را در ۱۸ ژوئیه ۲۰۱۵ در چین به ثمر رساند، در پیروزی ۴–۲ مقابل گویژو هنگ فنگ ژیچنگ او در ۸ اوت ۲۰۱۵ هت تریک دیگری کرد، در پیروزی ۶–۱ مقابل پلنگ سین کیانگ تیانشان. Trawally در ۲۶ بازی در فصل ۲۰۱۵ ۱۷ گل به ثمر رساند، زیرا یانبیان چانگ بیشان عنوان لیگ را به دست آورد و به رده اول صعود کرد.
تراوالی در ۱۳ فوریه ۲۰۱۶ یک انتقال دائمی به یانبیان فود انجام داد. در ۱۱ مارس ۲۰۱۶، او اولین بازی خود در سوپرلیگ را در دومین بازی فصل ۲۰۱۶ مقابل جیانگ سو سانینگ انجام داد و در دقیقه ۸۸ به عنوان جانشین نیکلا پتکوویچ به میدان رفت. به تراوالی در ۲۶ بازی در فصل ۲۰۱۶ هشت گل به ثمر رساند که باعث ماندگاری یانبیان در بالاترین سطح برای فصل بعد شد. او در فوریه ۲۰۱۷ قرارداد خود را برای دو سال دیگر تمدید کرد. تراولی در فصل ۲۰۱۷ عملکردهای امیدوار کننده خود را ادامه داد و ۱۸ گل برای باشگاه به ثمر رساند، از جمله دو هت تریک مقابل پکن سینوبو گوان و گوانگژو اورگراند تائوبائو
پس از سقوط یانبیان در فصل ۲۰۱۷، به صورت رایگان از طریق باشگاه دانمارکی Vejle Boldklub، به صورت رایگان به باشگاه دیگر Guizhou Hengfeng رفت. در ۹ فوریه ۲۰۱۸، یانبیان بیانیه رسمی داد که تراوالی با باشگاه قرارداد دارد و انتقال او را نپذیرفت. این اختلاف نظر سرانجام در ۲۸ فوریه ۲۰۱۸، آخرین روز پنجره زمستانی نقل و انتقالات فوتبال چین ۲۰۱۸، پس از پرداخت هزینه انتقال Guizhou Hengfeng حل شد. تراولی اولین بازی خود را انجام داد و اولین گل خود را برای باشگاه در ۴ مارس ۲۰۱۸ در شکست ۳–۱ مقابل جیانگ سو سانینگ به ثمر رساند.
در فوریه ۲۰۱۹ او به باشگاه الشباب عربستان نقل مکان کرد.

### بین‌المللی
در ۶ سپتامبر ۲۰۱۵، تراولی اولین بازی خود را برای گامبیا در بازی مقدماتی جام ملت‌های آفریقا ۲۰۱۷ با کامرون انجام داد و در دقیقه ۶۴ به عنوان بازیکن جانشین پا آمات دیبا به میدان رفت.

## افتخارات

### رئال د بانجول
قهرمانی گامبیا D1 ملی: ۲۰۱۲، ۲۰۱۴
سوپرجام گامبیا: ۲۰۱۲
یانبیان چانگ بیشان
لیگ چین یک: ۲۰۱۵
شخصی
بهترین گلزن ملی D1 قهرمان گامبیا: ۲۰۱۴